# قلعه یاسین
قلعه یاسین فیلمی به کارگردانی  و نویسندگی اسماعیل رحیم زاده محصول سال ۱۳۷۹ است.

## داستان
در یکی از سالهای پس از جنگ نامه‌ای از طرف سید عباس فرمانده مفقودالاثر گردان هجرت به دست نادر هاتفی سهام‌دار فعلی یک نمایشگاه و بسیجی قدیمی می‌رسد.

## بازیگران
- رسول بهارانگیز
- بهنوش بختیاری
- سیدمسعود طباطبایی
- علیرضا نجف زاده